# Kate Carew
Mary Williams, plus connue sous son nom de plume Kate Carew, née le 27 juin 1869 à Oakland et morte le 11 février 1961 à Pacific Grove est une caricaturiste américaine.

## Biographie

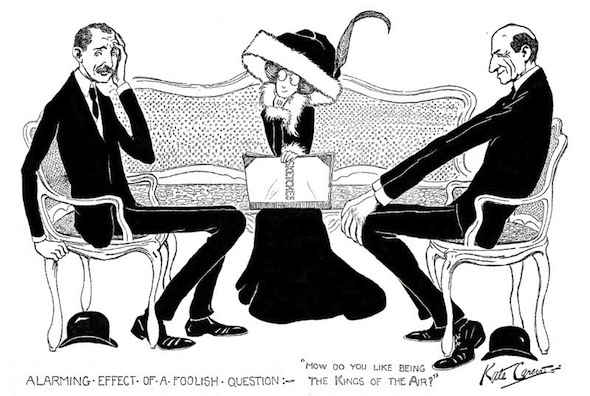
Les frères Wright et Kate Carew (avant 1912).

Mary Williams naît à Oakland en Californie, et étudie les arts à l'école de design de San Francisco sous la direction d'Arthur Mathews. Elle a un frère cadet, Gluyas Williams, qui sera plus tard dessinateur au New Yorker,. Selon Trina Robbins, Mary Williams commence à travailler pour le journal de San Francisco, l'Examiner dès décembre 1889 mais selon Robert W. Edwards, c'est seulement en 1897, après la mort de son premier mari, Seymour Chapin Davison, en 1897 qu'elle est épaulée par  Ambrose Bierce et devient la première illustratrice à faire partie de The San Francisco Examiner.
En 1891 elle reçoit une médaille spéciale pour son travail excellent en peinture puis de 1891 à 1895, elle reçoit plusieurs prix à la foire de l'état de Californie. Elle expose ses œuvres à la World’s Columbian Exposition à Chicago en 1893. En 1899 Mary Williams Davison déménage à New York dans le quartier de Greenwich Village. Elle est engagée par Joseph Pulitzer pour dessiner des caricatures et mener des interviews de célébrités sous le nom de « Kate Carew » pour le Sunday World et l'Evening World, qui sont deux divisions du New York World. Elle est alors surnommée la « seule femme caricaturiste ». Elle crée  aussi pour ce journal de nombreux comic strips dont The Angel Child en 1902,. En 1901 elle épouse le journaliste et auteur de pièces de théâtre australien Henry Kellett Chambers. En septembre 1910 elle donne naissance à un fils, Colin Chambers, et l'année d'après elle divorce de son mari qui la trompe avec l'autrice mexicaine Maria Cristina Mena.

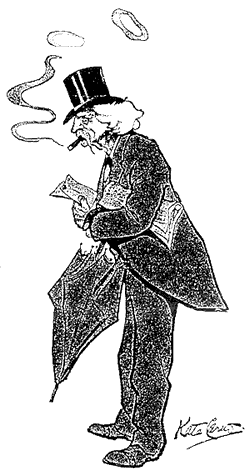
Caricature de Mark Twain par Kate Carew.

En 1911, elle tient une page régulière dans le New York American dans laquelle elle donne son opinion sur la société et la politique elle est envoyée en Europe par le Sunday World pour écrire une série intitulée Kate Carew Abroad. Elle voyage à Londres et à Paris, où elle interview Pablo Picasso, Edmond Rostand, John Galsworthy, George Moore, Émile Zola, Bret Harte (qui se trouvait en Angleterre), Vita Sackville-West, etc. Elle écrit environ cinq cents papiers pour les journaux newyorkais puis pour Tatler, The Patrician et Eve.
Lors d'un retour aux États-Unis, elle rencontre 'Abbâs Effendi, alors à la tête de la foi bahá’íe, durant sa visite des États-Unis et voyage avec lui plusieurs jours.
Elle retourne en Europe mais revient dans son pays natal lorsque la première guerre mondiale éclate. Elle est gravement malade en décembre 1913 et retourne aux États-Unis après une opération. Alors qu'elle mène des interviews à Hollywood pour le Strand de Londres, elle rencontre et épouse John A. Reed en décembre 1916. Le printemps suivant ils déménagent à Carmel-by-the-Sea en  Californie. Elle devient membre du Carmel Arts & Crafts Club et présente une exposition de ses caricatures à l'hôtel Del Monte à Monterey,. Au début des années 1920, Kate Carew, victime d'une blessure sévère au poignet, limite son activité de caricaturiste. De plus, la baisse de son acuité visuelle la limite. Elle et son époux s'installent quelque temps à Guernesey puis en France. Là elle présente des tableaux au Salon des artistes français à Paris en 1924 et en 1928. La même année, elle propose Farm at Hyeres. En juin 1938, ils reviennent dans la Baie de Monterey. John Reed meurt en juin 1941 dans un sanatorium à St. Helena. Mary Williams revient à Monterey au printemps 1943 et y peint des marines et des paysages. Elle meurt à 91 ans 11 février 1961 à Pacific Grove et est enterrée à Oakland.

## Œuvres
- The Angel child : ce strip raconte les aventures d'une petite fille à qui chaque jour arrive une nouvelle mésaventure[1].